# La Polka des marins
Pour plus de détails, voir Fiche technique et Distribution.
La Polka des marins (Sailor Beware) est un film américain réalisé par Hal Walker en 1952.

## Synopsis
Après s'être rencontrés alors qu'ils voulaient être acceptés dans la marine, Al Crowthers (Dean Martin) et Melvin Jones (Jerry Lewis) sont devenus amis. Al avait déjà tenté sa chance onze fois, mais avait été régulièrement écarté pour un défaut au genou. Malgré tout il essaie toujours, pensant ainsi impressionner les femmes, parmi lesquelles Betty Hutton qui apparaît dans un caméo sous le nom de « Hetty Button ». Melvin, quant à lui, est allergique aux produits de beauté des femmes et son médecin lui a prescrit un voyage à travers l'océan, c'est pourquoi il a décidé de rejoindre la marine car il ne peut pas s'offrir une autre façon de suivre la prescription médicale.

## Fiche technique
- Affiche : Boris Grinsson (France)

## Distribution
- Dean Martin (VF :  Michel Gudin) : Al Crowthers
- Jerry Lewis (VF : Jacques Dynam / William Coryn {scènes supplémentaires}) : Melvin Jones
- Corinne Calvet (VF : Jacqueline Ferriere) : elle-même
- Marion Marshall : Hilda Jones
- Robert Strauss (VF : Robert Dalban) : CPO Lardoski
- Leif Erickson (VF : Richard Francœur) : Commandant Lane
- Don Wilson : M. Chubby
- Vince Edwards : Blayden
- Skip Homeier : Mac
- Dan Barton : Bama
- Mike Mahoney : Tiger
- Mary Treen : Ginger

Acteurs non crédités :
- James Dean : Boxeur
- Don Haggerty : Lieutenant Connors
- Betty Hutton : Hetty Button
- Elaine Stewart : Lieutenant Saunders

## Autour du film
Le sous-marin visible dans le film est le USS Bashaw (SS/SSK/AGSS-241) (en).